# Стужиця
Сту́жиця — село в Ужгородському районі Закарпатської області, Україна. Населення — 1002 осіб. Рішенням облвиконкому від грудня 1966 року села Стара та Нова Стужиця об'єднаються в одну сільську раду.

## Географія
У селі струмки Тихий, Чорний Потік, Соколів, Гусарів, Солосвинськи впадають у річку Уг, праву притоку Ужа.
На північному заході від села струмок Бистрий Потік впадає у річку Уг.
У районі гори Велика Равка (Східні Бескиди), у межах Ужанського національного природного парку, за 6,7 км на північ від села знаходиться найпівнічніша точка Закарпатської області.

## Історія
Село засноване 1599-року під назвою Ósztuzsica, інші згадки 1768-O Sztuzsicza, 1773- O-Sztuzsicza, 1800- Ó-Sztussicza, 1913-Patakófalu. У 1631 тут проживали 29 родин. У 1715 році тут було лише 9 господарств. В той час працював водяний млин. З 1794 року в Стужиці стала до ладу лісопильня, яку обслуговували кріпаки.
Легенди стверджують, що село спочатку було розміщене у Чорному потоці і називалось Чорним, там же й була збудована дерев'яна церква.
Назва села походить від слова «студінь» — бо холодом віяло від гори Равка, а епідемія холери розкидала село по всій долині річки Світлої, з'єднавши назви Нова і Стара Стужиця.
У селі ростуть два величезні дуби, які є унікальними пам'ятками природи, — це «Дідо-дуб» та Дуб Чемпіон. «Дідо-дуб» має вік 1100—1200 років, обіймище його стовбура 9,1 метра, а висота більше, ніж 30 метрів. Про це дерево існують декілька легенд. Дуб Чемпіон є найстарішим дубом України, його вік оцінюють у 1300 років. Він має обіймище стовбура 9,6 метра та висоту 30 метрів. У 2010 році Дуб Чемпіон став Національним деревом України, перемігши у всеукраїнському конкурсі.
На північний захід від села розташована гора Кременець, вершина якої лежить на стику кордонів трьох держав: України, Польщі та Словаччини.

Вказівник напрямків у селі Стужиця

## Присілки

### Стара Стужиця
Колишнє село в Україні, в Закарпатській області. Об'єднане з селом Стужиця рішенням облвиконкому Закарпатської області № 517 від 26.12.1966. Засноване у XVIII столітті.
Церква св. Миколи Чудотворця (1905 р.). Згоріла 18.01.2022 року.
У 1751 р. згадують дерев'яну церкву в доброму стані, забезпечену всіма образами і трьома дзвонами. Теперішня дерев'яна церква втратила ряд суттєвих конструктивних та художніх ознак, властивих старим церквам, і датується за місцевим переказом 1905 р. Можна припустити, що церкву дуже видозмінили внаслідок перебудови, оскільки в «Науці» за 1904 р. йдеться про посвячення 17 квітня оновленої церкви, що була збудована ще за вікарія Іоана Брадача, тобто між 1764—1768 роками, і була закрита владою з вимогою оновлення.
У 1905 р. ужгородський різьбар Ернев Гомонай поставив у церкві балдахін, подібний до балдахіна в ужгородській семінарії. Зображення церкви після реконструкції опублікував чеський дослідник Б. Вавроушек у 1929 р.
Нині дахи бляшані, стіни оббиті драницею. Невелика вежа над бабинцем вкрита шоломоподібною главою, а над вівтарем — зменшена копія великої вежі. Є спогад про те, що церкву будував (або перебудовував) майстер із Польщі (можливо, це був той самий майстер з Устрик Горішніх, що споруджував церкву в Новій Стужиці).

### Нова Стужиця
Колишнє село в Україні, в Закарпатській області. Об'єднане з селом Стужиця рішенням облвиконкому Закарпатської області № 517 від 26.12.1966. Засноване у XVIII столітті.
- Церква св. арх. Михайла (1893).
- Кладовище воїнів Першої світової війни

Перша церква була в урочищі Чорному. Друга церква стояла на місці, позначеному хрестом, біля теперішнього клубу.
У 1751 р. за пароха Василя Липецького згадують новопоставлену дерев'яну церкву св. арх. Михайла, що мала всі образи, всі церковні книги і два дзвони.
Нинішня дерев'яна церква — третя в історії села. У церкві зберігається грамота, в якій записано, що будівництво церкви розпочали 29 липня 1893 р. і закінчили із 1894 р. в Петрів піст за цісаря Франца Йосифа І, єпископа Юлія Фірцака, душпастиря Александра Саксуна, кураторів Стефана Вудмаски та Георгія Васильняка.
Михайло Беґені (1895 р. н.) згадував, що автором церкви був майстер з села Устрики Горішні (тепер ця місцевість у Польщі, але українське село повністю знищила польська армія під час операції «Вісла» в 1947 р.). Майстер захворів, і верх клали самі селяни. Церква невелика, прямокутна в плані, тридільна, вкрита чотирисхилим бляшаним дахом. Над входом — низька вежа під чотирисхилим бляшаним шатром. Одвірок із грубого дерева завершено аркою. Стіни вертикально оббиті дошками. Стеля нави плоска, із заокругленим переходом до стін. Прохід із бабинця до нави прямокутний, завершений вигнутою аркою. Весь інтер'єр оббили картонною плитою і пофарбували блідо-блакитною фарбою. Іконостас доброї роботи, але ікони досить пізні. Перед церквою — два кам'яні хрести, поставлені в 1902 і 1920 роках селянами, що емігрували до Америки.

## Населення
Згідно з переписом УРСР 1989 року, чисельність наявного населення села становила 1107 осіб, з яких 534 чоловіки та 573 жінки.
За переписом населення України 2001 року в селі мешкала 981 особа.

### Мова
Розподіл населення за рідною мовою за даними перепису 2001 року:
| Мова       | Відсоток |
| ---------- | -------- |
| Українська | 99,70 %  |
| Російська  | 0,20 %   |

## Флора
- в селі ростуть іменні вікові дерева:
- - Дідо-дуб
- - Дуб-чемпіон

## Туристичні місця
1. Дідо-дуб
2. Джерело Ангела
3. Дуб-чемпіон (один з найстаріших дубів України, вік - 1300 років)
4. Мінеральне джерело на Папоротному потоку
5. Місце зустрічі кордонів трьох держав, Кременець
6. Храм Св. Миколая
7. Поховання воїнів Першої світової війни та залишки бункерів Другої Світової війни
8. Храм Св. Михаїла
9. Букові праліси що охороняються ЮНЕСКО. Гірські хребти над селом вкриті буково-яворовими пралісами, охорона яких започаткована в 1908 році, а у 2007 році вони були включені в список Всесвітньої природної спадщини ЮНЕСКО «Букові праліси Карпат».
10. Місце падіння метеориту в урочищі «Чорні млаки»,

Дідо-дуб